# 札幌市立西岡北小学校
札幌市立西岡北小学校（さっぽろしりつ にしおかきたしょうがっこう）は、北海道札幌市豊平区西岡3条6丁目にある市立小学校。
校木はバンクス松である。

## 沿革
- 1986年（昭和61年）3月25日 - 札幌市立西岡小学校、札幌市立南月寒小学校より分割し、札幌市立西岡北小学校として開校。
- 2000年（平成12年） - 北海道の小・中学校としては初の太陽光発電システムを校舎屋上に設置。

## 通学区域
出典
- 豊平区
  - 西岡1条3丁目～7丁目
  - 西岡2条3丁目～7丁目
  - 西岡3条4丁目～7丁目
  - 西岡4条4丁目～7丁目
  - 西岡4条8丁目（1番～3番・10番～12番）

## 進学先中学校
出典
- 札幌市立西岡北中学校